# Anthurium barreranum
Anthurium barreranum Croat & D.C.Bay, 2006 è una pianta della famiglia delle Aracee, endemica della Colombia.